# Bílá kasárna
Bílá kasárna (makedonsky Бела касарна) nebo též dělostřelecká kasárna je označení pro bývalá kasárna, která byla určená pro dělostřelectvo osmanské armády, trvale dislokované v Bitole v dnešní Severní Makedonii. Nacházela se přesněji na jižním okraji města, u silnice směrem na Soluň. 
Souhlas k výstavbě kasáren byl Vysokou Portou udělen dne 21. července 1843. Pozemky pro takto rozsáhlý objekt poskytl stát; v roce 1844 byl dokončen nákup polí a luk. Některé pozemky byly vyměněny s islámskou nadací (vakfem). Kasárna měla kapacitu 8 000 vojáků a  mohlo zde být ustájeno až 1 585 koní.
Bílá kasárna, stejně nedaleká jako Červená kasárna, byla i po roce 1912 nadále využívána srbskou armádou, když Bitola po první balkánské válce v uvedeném roce přišla pod srbskou nadvládu.
V listopadu 1916 vypukl v kasárnách požár. Dne 2. ledna 1917 byla budova ostřelována bulharsko-německými jednotkami, které bojovaly v prostoru Bitoly proti vojskám Dohody. Budova byla nakonec kompletně zničena.

## Vzhled
Stejně jako v případě Červených kasáren, i Bílá kasárna měla čtvercový půdorys o rozměrech 180 x 180 m s velkou terasou s osmi vchody. Hlavní vchod byl umístěn na východ. Stavba měla přízemí a první patro.